# Mourneview Park
 Mourneview Park est un stade de football situé à Lurgan, Comté d'Armagh en Irlande du Nord. Le club résident est le Glenavon FC.
Le stade a une capacité d’accueil de 5 000 places. Il a été construit en 1895.
En 2009, Mourneview Park a accueilli la finale de la Coupe d'Irlande de football. C'est la première fois que la finale se joue en dehors de Belfast.